# Litostrov
Litostrov är en ort i Tjeckien.   Den ligger i regionen Södra Mähren, i den sydöstra delen av landet, 170 km sydost om huvudstaden Prag. Litostrov ligger 435 meter över havet och antalet invånare är 102.
Terrängen runt Litostrov är platt åt sydväst, men åt nordost är den kuperad. Runt Litostrov är det tätbefolkat, med 411 invånare per kvadratkilometer. Närmaste större samhälle är Ivančice, 14,1 km söder om Litostrov. I omgivningarna runt Litostrov växer i huvudsak blandskog.